# Weingut Josef Biffar

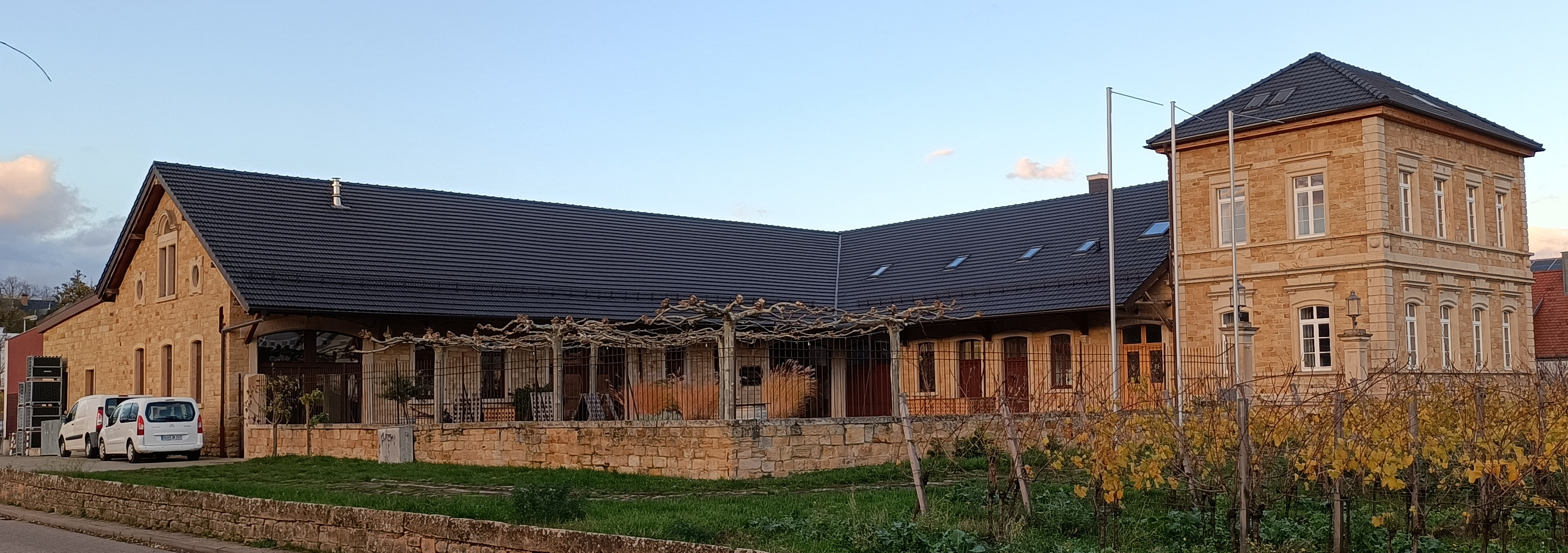
Villa Kathrinenbild, der Sitz des Weinguts

Das Weingut Josef Biffar ist in der rheinland-pfälzischen Landstadt Deidesheim im deutschen Weinbaugebiet Pfalz ansässig.

## Geschichte
Im Jahr 1734 zog Jean Biffar aus der Gegend um Lyon nach Deidesheim; er war der erste der Familie, der sich mit dem Weinbau befasste. Das Weingut selber wurde gegen Ende des 19. Jahrhunderts an außerhalb der Altstadt erbaut. Über vier Generationen betrieb die Familie Biffar das Weingut. Es war Gründungsmitglied des Verbands Deutscher Prädikatsweingüter (VDP) und gehörte diesem über viele Jahrzehnte an. Im Jahr 2013 veräußerte die Eigentümerin Lilli Biffar-Hirschbil das Weingut an die Önologin Fumiko Tokuoka und ihren Vater, einen Getränkegroßhändler aus Osaka; ihre Familie hatte mit anderen Getränkehändlern bis 2013 das Deidesheimer Weingut Reichsrat von Buhl gepachtet. Vor dem Verkauf betrug die Rebfläche des Weinguts Josef Biffar 12 ha. Bewirtschaftet wurden hauptsächlich Deidesheimer und Wachenheimer Weinlagen. Fumiko Tokuoka führt das Weingut seit 2013 unter dem Namen Josef Biffar weiter.

## Gebäude
Sitz des Weinguts ist die Villa Kathrinenbild, schräg gegenüber dem Bahnhof in Deidesheim. Sie beherbergte von 1892 bis 1934 das Weingut Louis Feis und von 1934 bis 2010 den Winzerverein Kathrinenbild Niederkirchen. Im Jahr 2010 wurde sie von der Familie Tokuoka gekauft.
Zum Weingut gehört außerdem das Anwesen Niederkircher Straße 13, mit einem stattlichen Wohngebäude sowie Wirtschaftsgebäuden.